# Gare de Maisons-Alfort - Alfortville
Gare de Maisons-Alfort - Alfortville vasútállomás és RER állomás Franciaországban, Maisons-Alfort településen.

## Vasútvonalak
Az állomást az alábbi vasútvonalak érintik:
- Párizs–Marseille-vasútvonal

## Kapcsolódó állomások
A vasútállomáshoz az alábbi állomások vannak a legközelebb:
- Gare du Vert de Maisons (Gare de Malesherbes, D RER-vonal)
- Paris Gare de Lyon (Gare de Creil, D RER-vonal)